# 三条公行
三条 公行（さんじょう きんゆき）は、平安時代後期の公卿。太政大臣・三条実行の次男。官位は従三位・参議。三条と号す。内大臣・三条公教の同母弟。

## 官歴
『公卿補任』による。
- 永久2年（1114年） 正月7日：叙爵（従五位下）
- 保安3年（1122年） 12月21日：右兵衛佐
- 保安5年（1124年） 正月7日：従五位上。7月23日：昇殿
- 大治3年（1128年） 正月5日：正五位下。
- 大治5年（1130年） 10月5日：左近衛少将
- 天承元年（1131年） 正月22日：周防介。12月24日：左少弁
- 長承元年（1132年） 12月26日：右右中弁
- 長承2年（1133年） 正月5日：従四位下
- 長承3年（1134年） 2月22日：従四位上。2月24日：権左中弁。5月10日：正四位下
- 長承4年（1135年） 4月9日：右中弁
- 保延2年（1136年） 正月27日：兼備前介。11月9日：蔵人頭
- 保延3年（1137年） 10月16日：参議
- 保延5年（1139年） 正月14日：兼播磨権守
- 永治元年（1141年） 12月2日：兼右兵衛督
- 永治2年（1142年） 正月5日：従三位（臨時）
- 康治3年（1144年） 正月24日：兼越前権守
- 久安4年（1148年） 6月12日：薨去

## 系譜
- 父：三条実行
- 母：藤原顕季の三女
- 妻：源顕親の娘
  - 男子：三条実長（1128?[1]-1183[2]）
- 妻：藤原忠宗の娘
  - 男子：三条行雅 - 藤原忠雅の養子
- 生母不明の子女
  - 男子：実海（1135-1182） - 源憲俊の養子
  - 男子：実慶
  - 男子：実豪
  - 男子：尊実